# RECETOX
RECETOX je ústav Přírodovědecké fakulty Masarykovy univerzity. Zabývá se se výzkumem a vzděláváním v oblasti environmentálních a zdravotních rizik souvisejících s chemickými látkami kolem nás. Sídlí v pavilonu D29 Univerzitního kampusu Bohunice.

## Historie
V roce 1983 byla založena Katedra tvorby a ochrany životního prostředí. V roce 1990 byla transformována na Katedru chemie životního prostředí a ekotoxikologie, z níž vzniklo v roce 1994 Centrum pro výzkum toxických látek v prostředí (RECETOX). V letech 1990–2013 byl ředitelem centra prof. Ivan Holoubek, v roce 2013 se stala ředitelkou prof. Jana Klánová.